# Каланчакский поселковый совет
Каланчакский поселковый совет (укр. Каланчацька селищна рада) — входит в состав
Каланчакского района
Херсонской области
Украины.
Административный центр поселкового совета находится в 
пгт Каланчак.

## История
- 1794 — дата образования.

## Населённые пункты совета
- пгт Каланчак